# 汉考克 (纽约州)
汉考克（英語：Hancock）是位于美国纽约州特拉华县的一个镇，地处特拉华县西南部。2010年美国人口普查时，该镇有3224人。汉考克镇于1806年从科尔切斯特镇分出，其名称来源于美国政治家、独立宣言的签署人约翰·汉考克。